# Processus adapté
Dans l’étude des processus stochastiques, un processus adapté est un processus qui ne peut pas «voir l’avenir». Une interprétation informelle  est qu'un processus X est adapté si et seulement si, pour chaque réalisation et chaque n, X n est connu au temps n . Le concept de processus adapté est essentiel, par exemple, dans la définition de l'intégrale d'Itô, qui n'a de sens que si l'intégrant est un processus adapté. 

## Définition
Soient 
- {\displaystyle (\Omega ,{\mathcal {F}},\mathbb {P} )} un espace de probabilité ;
- {\displaystyle I} l'ensemble des indices (souvent {\displaystyle I}est {\displaystyle \mathbb {N} }, {\displaystyle \mathbb {N} _{0}}, {\displaystyle [0,T]}ou {\displaystyle [0,+\infty )})
- {\displaystyle {\mathcal {F}}_{\cdot }=\left({\mathcal {F}}_{i}\right)_{i\in I}}une filtration de la σ-algèbre {\displaystyle {\mathcal {F}}};
- {\displaystyle (S,\Sigma )}un espace mesurable, l'espace d'états ;
- {\displaystyle X:I\times \Omega \to S} un processus stochastique .

Le processus {\displaystyle X} est dit adapté à la filtration {\displaystyle \left({\mathcal {F}}_{i}\right)_{i\in I}} si la variable aléatoire {\displaystyle X_{i}:\Omega \to S} est une {\displaystyle ({\mathcal {F}}_{i},\Sigma )}- fonction mesurable pour chaque {\displaystyle i\in I}.

## Voir également
- Processus prévisible
- Processus progressivement mesurable